# 国际主义工人党 (法国)
国际主义工人党（法語：Parti ouvrier internationaliste，缩写为POI）是法国历史上的一个托洛茨基主义政党，在1938年至1939年、1942年至1944年是第四国际的正式支部。建立于1936年6月（在1935年法国激进托派被工人国际法国支部开除出党之后），1939年解体，大部分激进分子加入工农社会党。1940年夏，工农社会党解体，前国际主义工人党的激进分子集中于第四国际委员会。1942年12月底，部分激进分子决定继续以国际主义工人党的名义活动。1943年6月4日，国际主义工人党第四次代表大会举行。1944年，国际主义工人党与其它托派组织合并为国际主义共产党。